# 懷爾康達鎮區 (愛荷華州戴維斯縣)
懷爾康達鎮區（英語：Wyacondah Township）是位於美國愛荷華州戴維斯縣的一個行政鎮區。

## 地方資料
根據2010年美國人口普查的數據，懷爾康達鎮區的面積為124.95平方千米，當中陸地面積為124.61平方千米，而水域面積為0.35平方千米。當地共有人口374人，而人口密度為每平方千米2.99人。